# Roykstovan
Roykstovan to najstarsza część Kirkjubøargarðuru, domu mieszczącego się w osadzie Kirkjubøur na Wyspach Owczych. Tradycyjnie jest to wielkie pomieszczenie, w którym Farerczycy zbierali się na obrady. W dosłownym tłumaczeniu nazwa tego pokoju brzmi Zadymiona Sala.

## Historia
Kirkjubøargarðurski Roykstovan ma długą historię, sięgającą XI stulecia, kiedy w okolicach archipelagu rozbić się miał norweski okręt. Drewniany materiał, z którego był skonstruowany dryfował przez pewien czas po oceanie by dobić w końcu do pobliskiej zatoki. Bardzo pożądane na Wyspach drewno znaleźli mieszkańcy i od razu użyli go do konstrukcji domostwa. Dzięki ich pracy, możemy dziś na Wyspach oglądać najstarszy stale zamieszkany dom z drewna na świecie. Później dobudowano kolejne pomieszczenie, zwane dziś Loftstovan (Pokój na Poddaszu), a około 1300 roku nowo powstała Katedra Magnusa zagarnęła cały budynek jako mieszkanie dla biskupów. Wraz z zaprowadzeniem na archipelagu reformacji, oba budynki straciły swe znaczenie. W wyniku rewindykacji majątku kościoła katolickiego cały dom przypadł rodzinie Patursson, która w 1772 roku wybudowała kolejne pomieszczenie Stórastovan (Duży Pokój). Familia ta zamieszkuje ów dom do dziś, przejmując prawo do dzierżawy majątku dziedzicznie.

## Ciekawe elementy
W Roykstovan znajdują się: palenisko, z pełnym wyposażeniem, przedmioty codziennego użytku, harpuny, a także popiersie modernizatora całego domu Jóannesa Paturssona, który wykonał także drzwi do Roykstovan (w 1907 roku). Stare zostały zmiecione przez sztorm, podobnie jak wiele zabudowań osady Kirkjubøur.